# VI legislatura del Parlamento europeo
La VI legislatura del Parlamento europeo ha avuto inizio il 20 luglio 2004 con la prima seduta del Parlamento, la cui composizione è stata determinata dai risultati delle elezioni europee del 10-13 giugno 2004, e ha avuto fine il 14 luglio 2009, con l'insediamento del nuovo Parlamento.

## Ufficio di Presidenza

### Prima metà della legislatura

#### Presidente
Josep Borrell (PSE) - Eletto il 20 luglio 2004 con 388 voti

#### Vicepresidenti
I vicepresidenti sono stati eletti il 20 luglio 2004. In base al turno di votazione e al numero di voti ottenuti si determina l'ordine di precedenza, come riportato nella tabella che segue.
| #  | Nome                     | Gruppo    | Nazione     |
| -- | ------------------------ | --------- | ----------- |
| 1  | Alejo Vidal-Quadras Roca | PPE-DE    | Spagna      |
| 2  | Antonios Trakatellis     | PPE-DE    | Grecia      |
| 3  | Dagmar Roth-Behrendt     | PSE       | Germania    |
| 4  | Edward McMillan-Scott    | PPE-DE    | Regno Unito |
| 5  | Ingo Friedrich           | PPE-DE    | Germania    |
| 6  | Mario Mauro              | PPE-DE    | Italia      |
| 7  | António Costa            | PSE       | Portogallo  |
| 8  | Luigi Cocilovo           | ALDE      | Italia      |
| 9  | Jacek Saryusz-Wolski     | PPE-DE    | Polonia     |
| 10 | Pierre Moscovici         | PSE       | Francia     |
| 11 | Miroslav Ouzký           | PPE-DE    | Rep. Ceca   |
| 12 | Janusz Onyszkiewicz      | ALDE      | Polonia     |
| 13 | Gérard Onesta            | Verdi/ALE | Francia     |
| 14 | Sylvia-Yvonne Kaufmann   | GUE/NGL   | Germania    |

#### Questori
| Nome                        | Gruppo | Nazione     |
| --------------------------- | ------ | ----------- |
| James Nicholson             | PPE-DE | Regno Unito |
| Genowefa Grabowska          | PSE    | Polonia     |
| Mia De Vits                 | PSE    | Belgio      |
| Godelieve Quisthoudt-Rowohl | PPE-DE | Germania    |
| Astrid Lulling              | PPE-DE | Lussemburgo |

### Seconda metà della legislatura

#### Presidente
Hans-Gert Pöttering (PPE-DE) - Eletto il 15 gennaio 2007 con 450 voti

#### Vicepresidenti
I vicepresidenti sono stati eletti il 15 gennaio 2007. In base al turno di votazione e al numero di voti ottenuti si determina l'ordine di precedenza, come riportato nella tabella che segue.
| #  | Nome                           | Gruppo    | Nazione     | Voti |
| -- | ------------------------------ | --------- | ----------- | ---- |
| 1  | Rodi Kratsa-Tsagaropoulou      | PPE-DE    | Grecia      | 322  |
| 2  | Alejo Vidal-Quadras Roca       | PPE-DE    | Spagna      | 300  |
| 3  | Gérard Onesta                  | Verdi/ALE | Francia     | 285  |
| 4  | Edward McMillan-Scott          | PPE-DE    | Regno Unito | 274  |
| 5  | Mario Mauro                    | PPE-DE    | Italia      | 262  |
| 6  | Miguel Ángel Martínez Martínez | PSE       | Spagna      | 260  |
| 7  | Luigi Cocilovo                 | ALDE      | Italia      | 234  |
| 8  | Mechtild Rothe                 | PSE       | Germania    | 217  |
| 10 | Pierre Moscovici               | PSE       | Francia     | 207  |
| 11 | Manuel António Dos Santos      | PSE       | Portogallo  | 193  |
| 12 | Diana Wallis                   | ALDE      | Regno Unito | 192  |
| 13 | Marek Siwiec                   | PSE       | Polonia     | 180  |
| 14 | Adam Bielan                    | UEN       | Polonia     | 128  |

#### Questori
| Nome             | Gruppo | Nazione     |
| ---------------- | ------ | ----------- |
| James Nicholson  | PPE-DE | Regno Unito |
| Astrid Lulling   | PPE-DE | Lussemburgo |
| Mia De Vits      | PSE    | Belgio      |
| Ingo Friedrich   | PPE-DE | Germania    |
| Szabolcs Fazakas | PSE    | Ungheria    |
| Jan Mulder       | ALDE   | Paesi Bassi |

## Capigruppo parlamentari
| Gruppo parlamentare | Gruppo parlamentare                                              | Presidente | Seggi     |
| ------------------- | ---------------------------------------------------------------- | --- | --------- |
|                     | Gruppo del Partito Popolare Europeo - Democratici Europei        | Hans-Gert Pöttering (fino al 16/01/07) Joseph Daul (dal 16/01/07)                                                  | 288 / 785 |
|                     | Gruppo del Partito del Socialismo Europeo                        | Martin Schulz | 217 / 785 |
|                     | Gruppo dell'Alleanza dei Democratici e dei Liberali per l'Europa | Graham Watson | 104 / 785 |
|                     | I Verdi/Alleanza Libera Europea                                  | Monica Frassoni Daniel Cohn-Bendit                                                                                 | 43 / 785  |
|                     | Gruppo della Sinistra al Parlamento europeo - GUE/NGL            | Alonso José Puerta Francis Wurtz                                                                                   | 41 / 785  |
|                     | Unione per l'Europa delle Nazioni                                | Brian Crowley Cristiana Muscardini                                                                                 | 40 / 785  |
|                     | Indipendenza e Democrazia                                        | Jens-Peter Bonde (fino al 09/05/08) Kathy Sinnot (dal 09/05/08 al 21/10/08) Hanne Dahl (dal 22/10/08) Nigel Farage | 22 / 785  |

### Gruppi cessati nel corso della legislatura
| Gruppo parlamentare | Gruppo parlamentare                                        | Presidente      | Seggi    |
| ------------------- | ---------------------------------------------------------- | --------------- | -------- |
|                     | Identità, Tradizione, Sovranità (dal 15/01/07 al 14/11/07) | Bruno Gollnisch | 23 / 785 |